# Eurasia (1984)
Pour l’article homonyme, voir Eurasia.
L'Eurasia est un pays fictif, présent dans le roman 1984 de George Orwell. Il comprend toute la partie nord du continent européen et asiatique, du Portugal au détroit de Béring. Dans le roman, il fait partie des trois régimes totalitaires qui se partagent le monde, les deux autres étant l'Océania et l'Estasia. L'Eurasia est dirigée par un régime totalitaire, basé sur l'idéologie du Néo-Bolchevisme.   

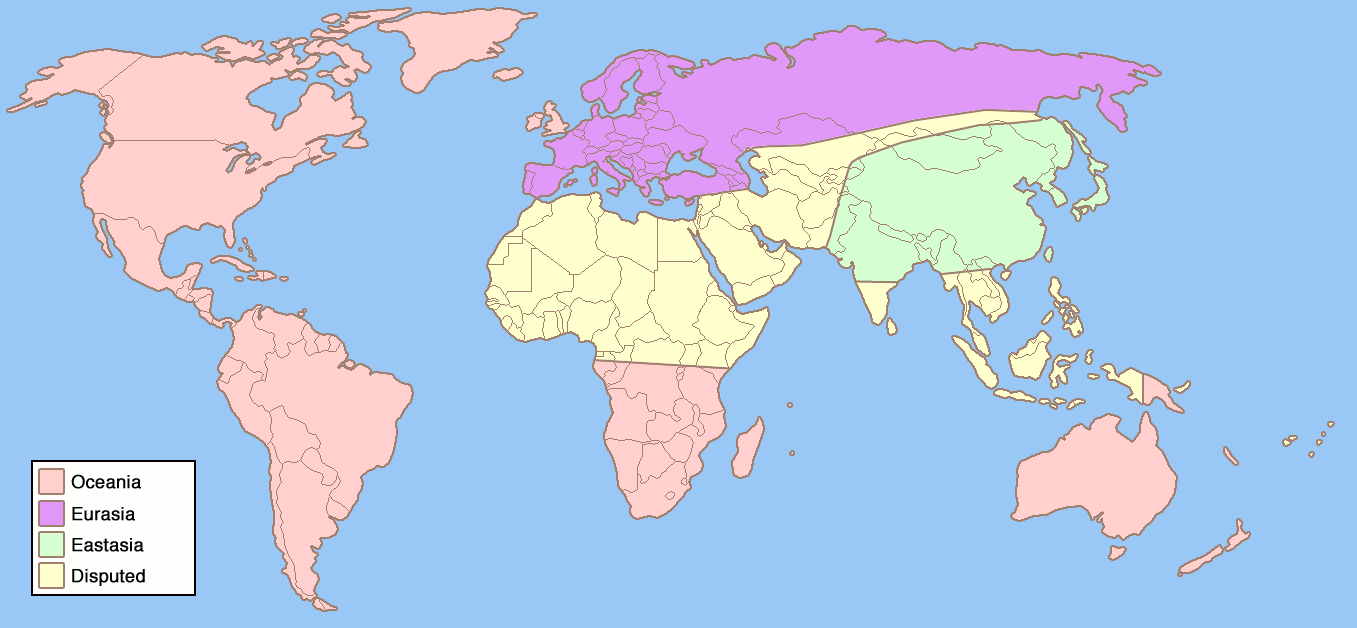
Le monde en 1984 selon George Orwell. Le territoire contrôlé par l'Océania est représenté en rose. Le territoire d'Eurasia est en mauve et celui d'Estasia en vert. Les territoires en jaune sont ceux qui sont revendiqués par les trois puissances.